# Чуньков, Юрий Иванович
Юрий Иванович Чунько́в (р. 1939) — депутат Государственной думы второго созыва (1995—2000).

## Биография
Родился 6 ноября 1939 года в д. Пешая Земетчинского района Пензенской области в семье рабочего и колхозницы. По национальности русский.

### Образование и трудовая деятельность.
Начинал свой трудовой путь вместе с отцом Чуньковым Иваном Дмитриевичем на целинных землях Алтая механизатором и кузнецом. Общий стаж на этих работах более 6-ти лет. В 1964 году окончил юридический факультет Томского государственного университета им. В. В. Куйбышева (ТГУ). Работал в прокуратуре Кемеровской области. С 1967 года преподавал в Кузбасском политехническом институте (ныне Кузбасский государственный технический университет, КузГТУ). Окончил целевую аспирантуру и докторантуру при экономическом факультете Ленгосуниверситета с защитой двух диссертаций по политической экономии. Основное направление в научной деятельности: диалектика объективных и субъективных факторов в экономике и механизм действия и использования экономических законов. Заведовал кафедрой политэкономии на инженерно-экономическом факультете КузПИ. Доктор экономических наук, профессор, действительный член Академии Социальных Наук РФ.
С 1996 года живёт в Москве и преподает в Московском Государственном Индустриальном Университете (МГИУ). Всего опубликовано около сотни научных и научно-методических работ, в том числе фундаментальное и во многом сенсационное трёх томное учебное пособие для преподавателей, студентов и всех интересующихся современной экономической теорией: «Экономическая теория (антиэкономикс)». Известны также его работы: "Взаимодействие объективного и субъективного в социалистической экономике. (полит-экономический аспект анализа)", ТГУ, 1982;  "Бюджетная система Российской Федерации", М., 2004;  "Слагаемые твоих доходов", Кемерово, 1978.

### Политическая деятельность
Являлся со студенческих лет членом КПСС (январь 1964 года). Вышел из партии сразу после 28-го съезда КПСС в знак протеста против политики М. С. Горбачёва. Атеист, но не воинствующий, уважающий религиозное мировоззрение.
В 1993 году избран депутатом Законодательного Собрания Кемеровской области, являлся председателем комитета по экономической деятельности, природопользованию и аграрной политике.
В октябре 1995 года был выдвинут кандидатом в депутаты Государственной Думы второго созыва по Кемеровскому одномандатному избирательному округу № 88 избирательным объединением КПРФ. Был поддержан рабочими комитетами Кузбасса, областной организацией ветеранов, блоком «Народовластие». Всего в округе баллотировалось 9 кандидатов. В голосовании приняли участие 62,91 % зарегистрированных избирателей. Был избран, набрав 33,16 % голосов.
В Госдуме был членом фракции КПРФ, членом Комитета по законодательству и судебно-правовой реформе и курировал экономическое, бюджетное и избирательное законодательство. В Госдуме депутат Чуньков Ю. И. был автором и соавтором более десятка проектов федеральных законов, в том числе разработчиком проекта закона о прогрессивном налоге до 45 процентов на доходы физических лиц (НДФЛ), который большинством ГД РФ был отклонён, автором проекта ФЗ о возмещении потерь вкладчикам в финансовые пирамиды образца МММ, который также подавляющим большинством депутатов тогдашней Госдумы РФ был «успешно» провален, инициатором разработки (разрабатывали профессора-юристы Москвы и бывшего города Свердловска) альтернативных проектов правительственным проектам Налогового Кодекса Российской Федерации и Трудового Кодекса Российской Федерации, соавтором (депутаты В.Калягин, Е.Мизулина, Ю.Чуньков) закона о прямых и альтернативных выборах по избирательным округам членов Совета Федерации Федерального Собрания Российской Федерации, который также был отклонён пропрезидентским большинством депутатов ГД РФ.
Награждён правительственной наградой «850 лет городу Москве». За активную защиту интересов шахтёров в Государственной Думе РФ второго созыва присвоено почётное звание «Заслуженный работник угольной промышленности».
В 1997 году говорилось о возможном его выдвижении на пост губернатора Кемеровской области.

## Семья и увлечения
Был дважды женат, имеет дочь Татьяну , члена Верховного суда РФ и двое внуков. Племянник- прокурор.

## Сочинения
- Юрий Чуньков: Экономическая теория. В 3-х частях. Часть 1. Социально-экономические системы
- Юрий Чуньков: Экономическая теория. В 3-х частях. Часть 2. Законы развития общественного производства
- Юрий Чуньков: Экономическая теория. В 3-х частях. Часть 3. Глобализация и социализм
- Юрий Чуньков: Бюджетная система Российской федерации

Увлекается подлёдным ловом, чтением исторических книг, театром и классической музыкой. Не переносит современную российскую поп-культуру. Любимое занятие и отдых после работы — научная работа.